# Ban Nghiên cứu của Thủ tướng
Ban Nghiên cứu của Thủ tướng tiền thân của Tổ tư vấn Kinh tế của Thủ tướng, là một ban chuyên tư vấn ra các quyết định dưới hai thời Thủ tướng Chính phủ Việt Nam là ông Võ Văn Kiệt và ông Phan Văn Khải.
Nguyên thủy Ban này có tên là Tổ chuyên gia tư vấn về cải cách kinh tế và cải cách hành chính (gọi tắt là "Tổ tư vấn cải cách") (theo Quyết định số 494/TTg ngày 5/10/1993) trực tiếp giúp Thủ tướng trong việc hoạch định chương trình tiến hành cải cách từng thời gian, kiến nghị các chủ trương, chính sách theo tinh thần đổi mới, tham gia soạn thảo hoặc giám định và hoàn chỉnh các văn bản thể chế mang nội dung đổi mới chính sách.. Ông Lê Xuân Trinh, Bộ trưởng, Chủ nhiệm Văn phòng Chính phủ kiêm nhiệm Tổ trưởng. Tổ gồm 8 thành viên. Ngoài ra còn có Nhóm không thường trực là các chuyên gia tư vấn do Thủ tướng trực tiếp gửi thư mời từng người.
Năm 1996, Tổ tư vấn cải cách được tổ chức lại thành Tổ nghiên cứu đổi mới kinh tế, xã hội và hành chính (gọi tắt là "Tổ nghiên cứu đổi mới"). Ông Trần Đức Nguyên được bổ nhiệm làm Tổ trưởng Tổ nghiên cứu đổi mới. Ngày 30 tháng 5 năm 1998, Thủ tướng Phan Văn Khải nâng cấp Tổ nghiên cứu đổi mới thành Ban Nghiên cứu của Thủ tướng. Ông Trần Đức Nguyên được cử làm Trưởng ban và giữ cương vị này cho đến khi nghỉ hưu vào đầu năm 2003. Người kế nhiệm ông Nguyên trong cương vị Trưởng ban là nguyên Bộ trưởng Bộ Kế hoạch và đầu tư Trần Xuân Giá.
Thời ông Phan Văn Khải, trước khi chính phủ ban hành bất cứ văn bản nào, thủ tướng cũng đều chuyển cho Ban Nghiên cứu xem trước. Các văn bản hay bị Ban Nghiên cứu có ý kiến lại thường được đưa lên từ Văn phòng Phó Thủ tướng Thường trực Nguyễn Tấn Dũng. Thủ tướng Võ Văn Kiệt thường xuyên làm việc với các thành viên thường trực của Tổ, trực tiếp nghe, đọc các báo cáo, kiến nghị, đề ra yêu cầu nghiên cứu. Hàng năm, Thủ tướng cùng các Phó Thủ tướng có cuộc họp với toàn Tổ, trực tiếp nghe các thành viên nhận xét và kiến nghị về tình hình kinh tế-xã hội và việc tiến hành cải cách kinh tế, cải cách hành chính. Thủ tướng thường mời thành viên Tổ Tư vấn tham dự các kỳ họp thường kỳ của Hội đồng Chính phủ, các cuộc họp Thường trực Chính phủ mở rộng bàn định một số vấn đề quan trọng về đổi mới chính sách, thể chế.
Tuy nhiên, ngày 28 tháng 7 năm 2006, Thủ tướng kế nhiệm Nguyễn Tấn Dũng, sau khi nắm quyền (28.06.2006) được gần 1 tháng, đã ký Quyết định Giải thể Ban Nghiên cứu và Tổ Nghiên cứu về kinh tế đối ngoại của Thủ tướng.
Một số thành viên cũ của Ban Nghiên cứu đã tham gia thành lập Viện nghiên cứu Phát triển (Institutes of Development Studies - IDS).

## Thành viên và chuyên gia tư vấn của Ban
- Trần Đức Nguyên, nguyên trưởng ban
- Đặng Đức Đạm, nguyên phó ban
- Ngô Văn Điểm nguyên phó ban
- Trần Văn Tần, Hàm Vụ trưởng, Uỷ viên Ban nghiên cứu, nguyên Tổ trưởng tổ Văn hoá Xã hội
- Lê Đăng Doanh
- Đào Xuân Sâm
- Trần Xuân Giá
- Phạm Chi Lan
- Nguyễn Trung
- Trần Việt Phương
- Đào Xuân Sâm
- Nguyễn Văn Thảo
- Lê Đức Thúy
- Đào Công Tiến
- Vũ Quốc Tuấn
- Nguyễn Thiệu
- Nguyễn Ký
- Nguyễn Văn Thanh
- Tương Lai
- Võ Đại Lược
- Lưu Bích Hồ
- Nguyễn Thị Hiền[7]
- Vũ Quang Tuyến
- Lê Xuân Nghĩa
- Lê Du Phong
- Trần Du Lịch
- Tạ Đình Thính
- Trần Đình Bút[8]